# Anton Durcovici
Blahoslavený Anton Durcovici (17. května 1888, Bad Deutsch-Altenburg – 10. prosince 1951, Sighetu Marmației) byl rumunský katolický duchovní a biskup.

## Život

### Časný život
Narodil se 17. května 1888 v Bad Deutsch-Altenburgu v Rakousku. Po nějakém čase odešel se svou ovdovělou matkou a svým bratrem Franzem, do Rumunského království, kde se usadili v městě Jasy. Své základní vzdělání a lyceum dokončil v Jasy a Bukurešti a roku 1906 vstoupil do Římskokatolického semináře. Tohoto roku pokračoval ve studiu v Římě, kde navštěvoval Vysokou školu Svatého Tomáše (v současné době je to Papežská univerzita svatého Tomáše Akvinského).

### Kněžství
Na kněze byl vysvěcen roku 1910. Poté se vrátil zpět do Rumunska. Působil jako učitel v Bukurešťském semináři a farní administrátor v Tulcei. Když Rumunsko vstoupilo do 1. světové války na straně spojenců, byl poslán do internačního tábora jako rakouský občan. Poté byl propuštěn na příkaz krále Ferdinanda I. Rumunského.

### Episkopát
Roku 1924 se otec Durcovici stal rektorem semináře v Bukurešti a tuto funkci zastával do dubna 1948. Dne 5. dubna 1948 byl vysvěcen na biskupa diecéze jasského z rukou Geralda Patricka Aloysiuse O’Hary a spolusvětiteli byli Alexandru Cisar a Marco Glaser.
Jako katolický kněz se po 2. světové válce stal protivníkem komunistů. Roku 1947 začal byl hlídán a 26. června 1949 byl zatčen tajnou policií, zatím co byl na návštěvě kongregace v Popești-Leordeni.

### Smrt
Byl držen v Jilavě, a pak byl převezen do Sighetu Marmației, spolu se svými duchovními spolupracovníky Áronem Mártonem a Alexandrem Cisarem. Byl terčem mučení a deprivace. Nahý byl vystavěn krutému zimnímu počasí, a bylo mu odepřeno jídlo a voda. Durcovici zemřel 10. prosince 1951 na důsledky mučení. Byl pohřben v neoznačeném hrobě. Komunisté se pokusili vymazat všechny důkazy o jeho pobytu ve vězení, a většina dokumentů byla zničena.

## Proces blahořečení
Proces blahořečení začal 28. ledna 1997. Proces v diecézní fázi trval od 25. března 1997 do 11. září 1999. Dekret o mučednictví byl podepsán dne 31. října 2013 papežem Františkem. Blahořečen byl 17. května 2014 v Jasy. Obřadu předsedal jménem papeže Františka kardinál Angelo Amato.